# Edwin S. Porter
Edwin Stanton Porter (Connellsville, Pensilvânia, 21 de abril de 1870 – Nova York, 30 de abril de 1941) foi um cineasta norte-americano do final do século XIX e início do século XX, um dos pioneiros do cinema. Ficou famoso por dirigir vários filmes para o Edison Studios, de Thomas Edison.
Fundindo o estilo documentalista dos Irmãos Lumiére e as fantasias teatrais de Georges Méliès, Edwin Porter desenvolve, em 1902, os princípios da narrativa e da montagem com o filme "Life of an American Fireman",  e consolidados um ano mais tarde com " The Great Train Robbery", um filme de 11 minutos, com inovações como a montagem de  planos realizados em diferentes momentos e lugares para compor uma narrativa, que foram decisivas para o desenvolvimento do cinema. Foi o primeiro grande clássico do cinema americano que inaugura o género  western e marca o início da Indústria Cinematográfica.

## Início da carreira
Edwin Porter era filho de Thomas Richard Porter, um comerciante. Após frequentar escolas públicas em Connellsville e Pittsburgh, Porter trabalhou, entre outros trabalhos ocasionais, como patinador de exibição, pintor de placas e operador de telegrafo.
Por um tempo foi empregado do departamento elétrico da William Cramp & Sons, uma fabricante de barcos e motores da Filadélfia, até que, em 1893, alistou-se na Marinha dos Estados Unidos como eletricista. Durante os três anos de serviço mostrou aptidão como inventor de aparelhos elétricos para aprimorar as comunicações.
Porter começou a trabalhar com filmes em 1896, o primeiro ano em que estes foram comercialmente projetados em telas grandes nos Estados Unidos. Ele estava empregado na empresa Raff & Gammon, agentes de filmes em Nova York, quando viu um equipamento feito por Thomas Edison. Então saiu para tornar-se um projecionista, viajando com uma máquina concorrente, o Projetorscópio Kuhn & Webster. Viajou pelo Caribe e pela América do Sul, exibindo filmes em feiras e locais abertos. Depois realizou um segundo tour por Canadá e Estados Unidos. Retornando à Nova York, trabalhou como projecionista e tentou, sem sucesso, criar uma fábrica de  câmeras e  projetores.

## Edison
Em 1899 Porter juntou-se à Edison Manufacturing Company. Pouco depois ele tomou a liderança da produção de filmes dos estúdios da empresa em Nova York, operando a câmera, dirigindo os atores e montando a cópia final. Na década seguinte tornou-se o mais influente realizador dos Estados Unidos. Por sua experiência como projecionista, Porter sabia o que satisfazia as multidões, e começou a realizar filmes de truques (trick films) e comédias para Edison. Uma de suas primeiras produções foi Terrible Teddy, the Grizzly King, uma sátira feita em fevereiro de 1901 sobre o então vice-presidente eleito dos Estados Unidos, Theodore Roosevelt. Como todo cineasta iniciante, ele pegava idéias de outros, mas mais do que simplesmente copiar filmes, ele tentava aperfeiçoar o que havia pego emprestado. Em Jack and the Beanstalk (1902) e Life of an American Fireman (1903), seguiu a linha dos primeiros filmes do  francês Georges Méliès e de  ingleses como James Williamson. Ao invés de usar uniões abruptas ou cortes entre planos, no entanto, Porter criou um método de transição gradual de uma imagem para outra. Em Life of an American Fireman, particularmente, a técnica auxiliou o público a acompanhar o complexo movimento ao ar livre.

## The Great Train Robbery
Em seu próximo e mais importante filme, The Great Train Robbery (1903), Porter tomou a arquetipica história americana do western, já familiar ao público dos romances baratos e das peças de melodrama, e fez dela uma experiência visual inteiramente nova. O filme, com duração de 12 minutos, foi montado em 20 planos separados, incluindo um assustador close do bandido atirando em direção à câmera. Foram usadas ao menos 10 locações externas e internas diferentes e foi um pioneiro no uso do "cross-cutting" na edição para mostrar ações simultâneas em diferentes lugares. The Great Train Robbery foi enormemente popular. Por vários anos foi assistido em todo o território americano e, em 1905, foi a atração principal do primeiro nickelodeon. Este sucesso foi determinante no estabelecimento do cinema como entretenimento comercial nos Estados Unidos.
Após The Great Train Robbery, Porter continuou a buscar novas técnicas. Ele apresentou duas histórias paralelas em The Kleptomaniac (1905), um filme de crítica social, assim como sua produção tecnicamente mais convencional, The Ex-Convict (1904). Em The Seven Ages (1905) usou iluminação lateral, close-ups e mudança de planos dentro da cena, um dos primeiros exemplos de afastamento de um cineasta da analogia teatral de um único plano para cada cena. Entre 1903 e 1905 obteve grande sucesso demonstrando várias técnicas que tornaram-se as bases da comunicação visual através do cinema. Por exemplo, ajudou a desenvolver o conceito moderno de continuidade na  edição. Também é muitas vezes creditado como descobridor de que a unidade básica de estrutura em um filme era o plano mais do que a cena, pavimentando o caminho para os avanços de D.W. Griffith em edição e narrativa.
Em 1909 Porter, em uma tentativa de resistir ao novo sistema industrial nascido da popularidade dos nickelodeons, deixou Edison e juntou-se a outros na Rex, uma companhia de cinema independente. Também tomou parte em no lançamento de empresa fabricante de projetores Simplex. Depois de três anos vendeu a Rex e aceitou uma oferta de Adolph Zukor para tornar-se diretor-chefe da nova Famous Players Film Company, a primeira companhia americana que produzia regularmente filmes de longa metragem. Porter dirigiu estrelas da época, como James K. Hackett, Mary Pickford, Pauline Frederick e John Barrymore, em inúmeras produções. Mas suas habilidades de direção não mantiveram o ritmo com as rápidas mudanças da arte do cinema. Seu último filme foi lançado em 1915 e ele acabou deixando a Famous Players durante uma reorganização no ano seguinte.

## Precision Machine Company
De 1917 a 1925 Porter trabalhou como presidente da Precision Machine Company, uma fábrica de projetores Simplex. Após se aposentar em 1925, continuou a trabalhar em suas próprias invenções e projetos, adquirindo diversas patentes para equipamentos de câmeras e projeção. Durante a década de 1930 foi empregado de uma corporação do ramo de ferramentas.

## Morte
Edwin Porter faleceu em 30 de abril de 1941, aos 71 anos, no Hotel Taft, em Nova York, sendo sepultado no cemitério Kensico, em Valhalla. Deixou viúva Caroline Ridinger, com quem se casou em 5 de junho de 1893. Não tiveram filhos.

## Legado
Porter tornou-se uma figura enigmática da história do cinema. Apesar de sua significância como diretor de The Great Train Robbery e criador de métodos inovadores e pioneiros ser inegavel, ele raramente repetia uma inovação após tê-la usado com sucesso, nunca desenvolvendo um estilo consistente de direção, e em seus últimos anos protestando quando outros redescobriam suas técnicas, reivindicando-as para si próprio. Foi um homem modesto, calmo e cuidadoso, que se sentia desconfortável trabalhando com as grandes estrelas que passou a dirigir a partir de 1912. Zukor disse sobre Porter que ele era mais um artista mecânico que um artista dramático, um homem que gostava de lidar mais com máquinas do que com pessoas.[carece de fontes?]

## Filmografía
| - Lydia Gilmore (1915) - The Prince and the Pauper (1915) - Bella Donna (1915) - Zaza (1915) - Pérola Branca (1915) ... ou "The White Pearl" - USA (título original) - Sold (1915) - Jim the Penman (1915) - Cidade Eterna (1915) ... ou "The Eternal City" - USA (título original) - When We Were Twenty-One (1915/I) - Niobe (1915) - The Morals of Marcus (1915) - The Crucible (1914/I) - Such a Little Queen (1914) - The Spitfire (1914) (como Edwin Stanton Porter) - Tess of the Storm Country (1914) - A Good Little Devil (1914) - Hearts Adrift (1914) - The Count of Monte Cristo (1913) - His Neighbor's Wife (1913) - In the Bishop's Carriage (1913) - Tragédia de Um Rei (1913) ... ou "The Prisoner of Zenda" - USA (título original) - The Convict's Parole (1912) - Leaves of a Romance (1911) - Lost Illusions (1911) - A Cure for Crime (1911) - The Rose and the Dagger (1911) - The Lighthouse by the Sea (1911) - The White Red Man (1911) - Money to Burn (1911) - Sherlock Holmes, Jr. (1911) - A Famous Duel (1911) - Madeline's Rebellion (1911) - Captain Nell (1911) - A Buried Past (1911) - Silver Threads Among the Gold (1911) - The Strike at the Mines (1911) - The Test of Love (1911/I) - A Night of Terror (1911) - By the Light of the Moon (1911) - The Iron Master (1911) - The Price of Victory (1911) - A Heroine of '76 (1911) - The Lover and the Count (1911) - The Winning of Miss Langdon (1910) - The Cowpuncher's Glove (1910) - The Greater Love (1910) - His Mother's Thanksgiving (1910) - The Toymaker, the Doll and the Devil (1910) - The Stolen Claim (1910) - The Farmer's Daughter (1910/I) - Ononko's Vow (1910) - Alice's Adventures in Wonderland (1910) - Peg Woffington (1910) - Russia, the Land of Oppression (1910) - Her First Appearance (1910) - For Her Sister's Sake (1910) - Bradford's Claim (1910) - A Western Romance (1910) - Ranson's Folly (1910) - The Livingston Case (1910) - Luck of Roaring Camp (1910) - The Engineer's Romance (1910) - Pardners (1910) - Faust (1909) - The House of Cards (1909) - The Heart of a Clown (1909) - A Child of the Forest (1909) - A Daughter of the Sun (1909) - Where Is My Wandering Boy Tonight? (1909) - An Unexpected Santa Claus (1908) - She (1908) - Saved by Love (1908) - Ex-Convict No. 900 (1908) - Romance of a War Nurse (1908) - Life's a Game of Cards (1908) - The Face on the Bar Room Floor (1908) - The Boston Tea Party (1908) - The Painter's Revenge (1908) - The Gentleman Burglar (1908) - Fireside Reminiscences (1908) - A Suburbanite's Ingenious Alarm (1908) - Skinner's Finish (1908) - Tale the Autumn Leaves Told (1908) - The Life of an American Cowboy (1908) - A Little Girl Who Did Not Believe in Santa Claus (1907) - The Trainer's Daughter; ou, A Race for Love (1907) - The Rivals (1907) - Cohen's Fire Sale (1907) - The 'Teddy' Bears (1907) (sem créditos) - Daniel Boone (1907) | - College Chums (1907) - Jack the Kisser (1907) - Laughing Gas (1907) - Getting Evidence (1906) - How the Office Boy Saw the Ball Game (1906) (não confirmado) - Kathleen Mavourneen (1906) - Holdup of the Rocky Mountain Express (1906) - The Life of a Cowboy (1906) - Three American Beauties (1906) (sem créditos) - The Terrible Kids (1906) - A Winter Straw Ride (1906) (sem créditos) - Dream of a Rarebit Fiend (1906) - Waiting at the Church (1906) - The Night Before Christmas (1905) - Life of an American Policeman (1905) - The Train Wreckers (1905) - The Miller's Daughter (1905) (sem créditos) - The Watermelon Patch (1905) - The White Caps (1905) - The Little Train Robbery (1905) - The Burglar's Slide for Life (1905) (sem créditos) - Coney Island at Night (1905) - How Jones Lost His Roll (1905) - The Whole Dam Family and the Dam Dog (1905) - The Kleptomaniac (1905) - The Seven Ages (1905) - Police Chasing Scorching Auto (1905) - Scenes and Incidents, Russo-Japanese Peace Conference, Portsmouth, N. H. (1905) - The Ex-Convict (1904) - The Strenuous Life; or, Anti-Race Suicide (1904) - Scarecrow Pump (1904) - Parsifal (1904) - European Rest Cure (1904) - How a French Nobleman Got a Wife Through the 'New York Herald' Personal Columns (1904) - Nervy Nat Kisses the Bride (1904) - Dog Factory (1904) (sem créditos) - Western Stage Coach Hold Up (1904) - Pranks of Buster Brown and His Dog Tige (1904) - Animated Painting (1904) - Casey's Frightful Dream (1904) - Midnight Intruder (1904) - A Rube Couple at a County Fair (1904) - Capture of the 'Yegg' Bank Burglars (1904) - Maniac Chase (1904) - Rector's to Claremont (1904) - The Great Train Robbery (1903) (sem créditos) - What Happened in the Tunnel (1903) - A Romance of the Rail (1903) (sem créditos) - The Extra Turn (1903) - The Heavenly Twins at Lunch (1903) - The Heavenly Twins at Odds (1903) - The Messenger Boy's Mistake (1903) - Rube and Fender (1903) - Uncle Tom's Cabin (1903/I) (sem créditos) - Little Lillian, Toe Danseuse (1903) - Rube and Mandy at Coney Island (1903) - Subub Surprises the Burglar (1903) - The Gay Shoe Clerk (1903) (sem créditos) - New York City Dumping Wharf (1903) - New York City 'Ghetto' Fish Market (1903) (sem créditos) - Life of an American Fireman (1903) (sem créditos) - The Unappreciated Joke (1903) - How They Do Things on the Bowery (1902) - The Interrupted Bathers (1902) - Jack and the Beanstalk (1902) - Appointment by Telephone (1902) - Fun in a Bakery Shop (1902) - The Burlesque Suicide, No. 2 (1902) - Burning of Durland's Riding Academy (1902) - Uncle Josh at the Moving Picture Show (1902) - The Artist's Dilemma (1901) - Panorama of Esplanade by Night (1901) - Execution of Czolgosz with Panorama of Auburn Prison (1901) (sem créditos) - Trapeze Disrobing Act (1901) - The Martyred Presidents (1901) - Sampson-Schley Controversy (1901) - Circular Panorama of Electric Tower (1901) - What Happened on Twenty-third Street, New York City (1901) (sem créditos) - Another Job for the Undertaker (1901) - Laura Comstock's Bag-Punching Dog (1901) - Love by the Light of the Moon (1901) - Kansas Saloon Smashers (1901) - The Old Maid Having Her Picture Taken (1901) - Terrible Teddy, the Grizzly King (1901) - Day at the Circus (1901) - Uncle Josh's Nightmare (1900) - Faust and Marguerite (1900) - The Mystic Swing (1900) - Uncle Josh in a Spooky Hotel (1900) - Strange Adventure of New York Drummer (1899) - The Cavalier's Dream (1898) |